# ウィッチクラフト

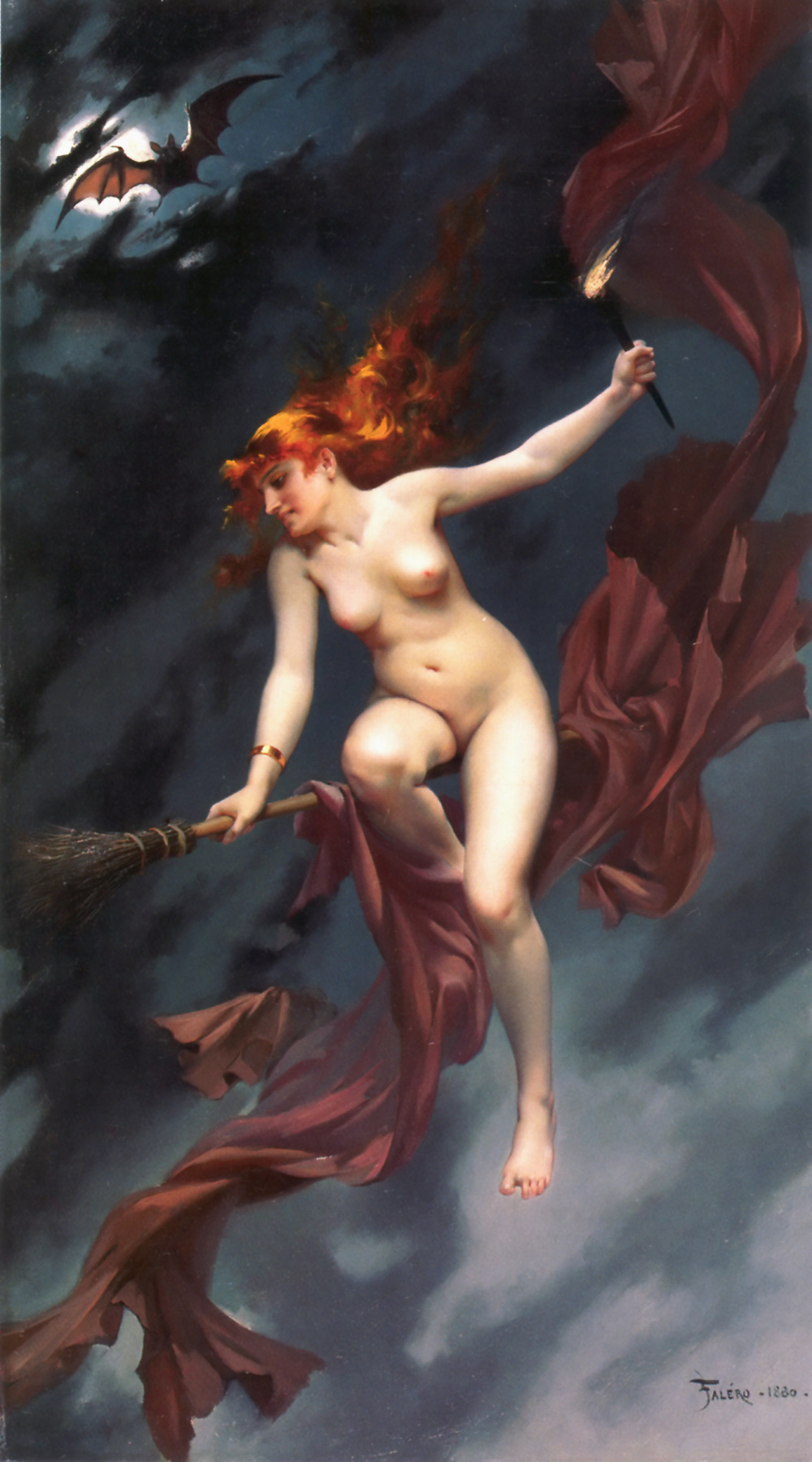
『Festival of the Witches』, 19世紀の画家ルイス・リカルド・ファレーロ, 1880年

ウイッチクラフト（英: witchcraft）とは、魔女（英: witch）の魔術（呪術）、まじない、占い、ハーブ（薬草）などの生薬の技術など、魔女と関連付けられる知識・技術・信仰の集合を指す。魔女術ともいうが、男性もしばしばwitchの対象となる（ウォーロックと称する場合もある）。
元々中世ヨーロッパの疫病や災害の忌避として、土着的な民俗文化に根ざしている。オイル（香油）やキャンドルを用いたまじないなど、現代のオカルト文化に属するものまでが、今日の欧米でウイッチクラフトの名の下に行われている。

## 現代魔女宗
狭義においては、ウイッチクラフトはネオペイガニズムの一角を占める “古くて新しい” ペイガン宗教である現代ウイッチクラフトのことを指す。この文脈におけるウイッチクラフトは技術よりも信仰としての側面が強いため、日本では魔女宗とも称される。また、当事者はウイッチクラフトのことを単にクラフトと称することも多い。
現代ウイッチクラフトの諸流派はウイッカと称されることもある。もともとウイッカという用語は、英国でガードナー派ウイッチクラフトとアレクサンドリア派ウイッカを指す呼称として使われるようになったものであるが、北米等において本来の用法を超えて様々なウイッチクラフト流派に対する通称として使われるようになった。